# مطار طريف المحلي
مطار طريف المحلي (إياتا: TUI، إيكاو: OETR) هو مطار محلي يبعد عن مدينة طريف إحدى مدن منطقة الحدود الشمالية شمال السعودية حوالي 8 كم في الاتجاه الشمالي الشرقي، تم إنشاء مطار طريف سنة 1979، بواسطة شركة التابلاين التي كانت تمد أنابيب النفط من المنطقة الشرقية بالمملكة إلى مدينة صيدا اللبنانية، ثم تم نقله في وقت لاحق إلى موقعه الحالي علماً بأنه يستقبل جميع أنواع الطائرات وكان في الماضي مطار دولي إلى الأردن وبيروت.

## خطوط وشركات الطيران
- الخطوط الجوية العربية السعودية (الدمام، جدة، الرياض)
- نسما للطيران (حائل)
- أرامكو السعودية (الدمام).